# 高鵬礦業
高鵬礦業控股有限公司，簡稱高鵬礦業控股，以及高鵬礦業（英語：Future Bright Mining Holdings Limited，港交所：2212），在2011年，由郭小平（主席及首席執行官，其後因健康問題而在2015年10月19日退任，改由周太平委任）於襄阳（總部）成立「襄阳高鹏矿业有限公司」。
業務在中國內地經營處理、生產和銷售大理石行业。
股份在2015年1月9日於港交所主板上市。全球發售招股價為0.8至1港元之間，發行股份為8800萬股，集資額為8800萬港元，當中7920萬股為國際配售。

## 外部連結
- 高鹏矿业 （页面存档备份，存于）